# Селден, Сэмюэль Ли
Сэмюэль Ли Селден (англ. Samuel Lee Selden; 12 октября 1800 — 20 сентября 1876) — один из основателей компании Western Union Telegraph, юрист, судья.
В 1821 году переехал в Рочестер вместе с сестрой, которая вышла там замуж за адвоката Джозефа Спенсера. Селден изучал право с Эдисоном Гардинером, вместе с которым организовал партнёрство после того как был принят в коллегию адвокатов в 1825 году. 27 июля 1831 года Селден бракосочетался с Сьюзан Матильде Уорд.
С 1831 по 1837 год был Первым судьёй суде округа Монро.
С 1847 по 1855 год был судьёй Нью-Йоркского Верховного суда.
Селден был судьёй Нью-Йоркского апелляционного суда с 1856 до 1862 года. Был Главным судьёй с января по июль 1862 года, уйдя в отставку. На его место был назначен его брат Генри Роджерс Селден.